# Nachal Birija
Nachal Birija (hebrejsky: נחל ביריה) je vádí v Horní Galileji, v severním Izraeli.
Začíná na jihozápadních úbočích hory Har Birija, nedaleko vesnice Birija severně od města Safed. Směřuje pak k jihozápadu částečně zalesněnou krajinou a zařezává se do okolního terénu. Pak podchází dálnici číslo 89 a zleva ústí do vádí Nachal Sechvi, které jeho vody odvádí do Nachal Amud.